# ایباخ (آلمان)
ایباخ (آلمان) (به آلمانی: Ibach) یک شهر در آلمان است که در Waldshut واقع شده‌است. ایباخ ۳۹۶ نفر جمعیت دارد.